# Коваленко, Святослав Владимирович
Святосла́в Влади́мирович Ковале́нко (род. 14 февраля 1990; Капустин Яр-1, Астраханская область, РСФСР, СССР) — российский видеоблогер видеохостинга YouTube и боец поп-ММА. Автор канала «KOVALENKO».

## Биография
Святослав Коваленко родился 14 февраля 1990 года в российском городе Астраханской области Знаменск. В подростковом возрасте после 9-го класса поступает в Суворовское училище и заканчивает его. Позже поступает в высшее военное, но через год меняет свои планы на жизнь, бросает учёбу и идет служить в армию.
После того, как Святослав отслужил срочную службу, поступает в АГУ — (Астраханский государственный университет), который является филиалом города Знаменск. Обучается по специальности: Педагог — психолог и после 3-го курса его за сбыт наркотиков приговаривают к пяти годам лишения свободы. Сам Святослав этой вины не признаёт.
Позже находя себя, решает заняться YouTube и начинает выкладывать видеоролики, тратя все силы туда.

## Личная жизнь
Святослав уже несколько лет в отношениях со своей девушкой и 12 сентября 2022 года сделал ей предложение.

## YouTube-деятельность
Первый ютуб-канал был создан в 2018 году под названием «Святослав Коваленко». Снимал о том, как нужно вести себя в проблемах, в которые попадаешь и как отстоять свои гражданские права. Канал, отметив 300 тысяч подписчиков, быстро уходит из его жизни и дарится его другу.
В 2019 году создает второй канал под названием «KOVALENKO» и уделяет большое внимание ему. На нём выпускаются интервью с известными людьми, истории из жизни людей и спарринги.
На момент 2024 года на канале 932 тысячи подписчиков и 200 млн просмотров.

## Спортивная деятельность
Святослав усилил свое влияние в сфере поп-ММА, показав впервые свои навыки. Конечно же, не заметить этого не могли организаторы ивентов. Приняв участие в нескольких сомнительных поединках, попал на радар Punch Club. Заметный буст подписчиков начали примечать более топовые организации. Уровень оппозиции бойца также увеличиваются, и он сначала появляется на одной бойцовской организации, а потом на другой. На данный момент продолжает развиваться в спортивной деятельности и проводить бои.

## Статистика профессиональных боёв

### Боксёрские профессиональные поединки
| Результат | Рекорд | Соперник       | Турнир          |
| --------- | ------ | -------------- | --------------- |
| Победа    | 2:0    | Васо Бакошевич | Pravda Boxing   |
| Победа    | 1:0    | Артём Тарасов  | Hardcore Boxing |

## Конфликты
В июле 2020 года в общественном месте Москвы на Святослава напала толпа чеченской национальности.

## Дополнительная информация
Святослава за сбыт наркотиков приговаривают к пяти годам лишения свободы (вины по этому поводу не признаёт).